# Callona rutilans
Callona rutilans är en skalbaggsart som först beskrevs av Bates 1869.  Callona rutilans ingår i släktet Callona och familjen långhorningar.
Artens utbredningsområde är Nicaragua. Inga underarter finns listade.